# 革命根据地
革命根据地在毛主义中是进行人民战争時需要建立的基地。人民战争应该从敌人统治薄弱的地方（山區、森林）开始。为了避免出現物资匮乏的問題，革命軍隊可以进攻敵方守備力量薄弱的倉庫。
  

## 参看
- 中国共产党革命根据地